# I Festival Mundial de la Joventut i els Estudiants

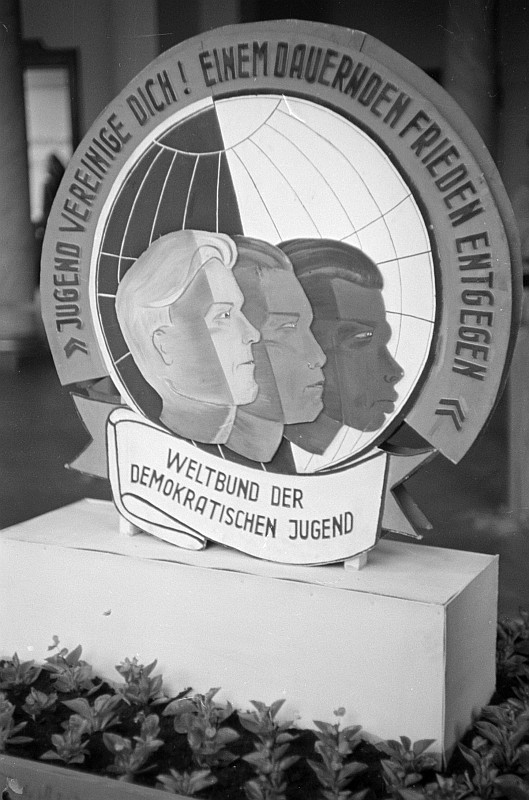

El Primer Festival Mundial de la Joventut i els Estudiants (en txec: I světový festival mládeže a studentstva) va tenir lloc durant els mesos de juliol i agost de 1947 a Praga, capital de la llavors República Socialista de Txecoslovàquia. Organitzada per la Federació Mundial de la Joventut Democràtica (FMJD), la primera edició del festival va aplegar fins a 17.000 joves de 72 països sota el lema "Joventut, uneix-te en la lluita per una pau ferma i duradora!". Recentment prenia forma la Guerra Freda i el president nord-americà Harry Truman hi havia mesos enrere delineat la doctrina que portava el seu nom.
La cerimònia d'obertura es va realitzar el 25 de juliol en l'Estadi Strahov de Praga. Va ser hissada la bandera blava amb l'emblema de laFederació Mundial de la Joventut Democràtica i es va sentir per primera vegada l'Himne de la Joventut Democràtica, amb música de Anatoli Novikov i lletra de Lev Oshanin. El Festival va durar gairebé quatre setmanes, convertint-se així en el més llarg fins al moment dels organitzats per la FMJD.
Praga no va ser triada com a seu per pura casualitat; la Federació Mundial de la Joventut Democràtica buscava recordar amb la seva elecció els successos d'octubre i novembre de 1939, quan milers de joves txecs van protagonitzar poderoses manifestacions contra l'ocupació per part de l'Alemanya nazi. Les manifestacions van provocar una onada de repressió que va portar al tancament de totes les escoles superiors, l'arrest de més d'1.850 estudiants i l'enviament d'1.200 d'ells a camps de concentració. També es buscava honrar a les viles de Lidice i Ližáky, arrasades com a represàlia per l'assassinat del governador nazi Reinhard Heydrich, anomenat el Carnisser de Praga.